# MD6
MD6 (англ. Message Digest 6) — алгоритм хеширования переменной разрядности, разработанный профессором Рональдом Ривестом из Массачусетского Технологического Института в 2008 году. Предназначен для создания «отпечатков» или дайджестов сообщений произвольной длины. Предлагается на смену менее совершенному MD5. По заявлению авторов, алгоритм устойчив к дифференциальному криптоанализу. Используется для проверки целостности и, в некотором смысле, подлинности опубликованных сообщений, путём сравнения дайджеста сообщения с опубликованным. Эту операцию называют «проверка хеша» (hashcheck). Хеш-функции также широко используются для генерации ключей  фиксированной длины для алгоритмов шифрования на основе заданной ключевой строки.

## История
MD6 — один из серии алгоритмов по построению дайджеста сообщения, разработанный профессором Рональдом Л. Ривестом из Массачусетского Технологического Института. MD6 был впервые представлен на конференции Crypto 2008 в качестве кандидата на стандарт SHA-3. Однако позднее в 2009 на этой же конференции Ривест заявил, что MD6 ещё не готова к тому, чтобы стать стандартом. На официальном сайте MD6 он заявил, что, хотя, формально, заявка не отозвана,  в алгоритме ещё остаются проблемы со скоростью и неспособностью обеспечить безопасность в версии с уменьшенным количеством раундов. В итоге MD6 не прошёл во второй круг соревнования. 
Ранее, в декабре 2008, исследователь из Fortify Software открыл ошибку, связанную с переполнением буфера в оригинальной реализации MD6. 19 февраля 2009 профессор Ривест опубликовал данные об этой ошибке, а также представил исправление реализации.

## Алгоритм
В алгоритме хеш-функции использованы весьма оригинальные идеи. За один проход обрабатывается 512 байт, затрудняя проведение ряда атак и облегчая распараллеливание, для чего также применяются древовидные структуры.

### Входные данные и процедуры
| M   | исходное сообщение длиной m, 1 ≤ m ≤ (264 - 1) бит |
| d   | длина результирующего хеша в битах, 1 ≤ d ≤ 512 |
| K   | произвольное ключевое значение длиной keylen байт (0 ≤ keylen ≤ 64), дополненное справа нулями числом в 64 - keylen                                                    |
| L   | неотрицательный параметр размером 1 байт, 0 ≤ L ≤ 64 (по умолчанию L = 64), обозначающий число параллельных вычислений и глубину дерева                                |
| r   | неотрицательный параметр размером 12 бит: число раундов (по умолчанию r = 40 + [d / 4])                                                                                |
| Q   | массив из 15 элементов по 8 байт, его значение указано ниже |
| ƒ   | функция сжатия MD6, преобразовывающая 712 байт входных данных (включая блок B размером 512 байт) в результат C размером 128 байт с использованием r раундов вычислений |
| PAR | параллельная операция сжатия для каждого уровня дерева, никогда не вызывается при L = 0                                                                                |
| SEQ | последовательная операция сжатия, никогда не вызывается при L = 64 |

Q = {0x7311c2812425cfa0, 0x6432286434aac8e7, 0xb60450e9ef68b7c1, 0xe8fb23908d9f06f1, 
     0xdd2e76cba691e5bf, 0x0cd0d63b2c30bc41, 0x1f8ccf6823058f8a, 0x54e5ed5b88e3775d, 
     0x4ad12aae0a6d6031, 0x3e7f16bb88222e0d, 0x8af8671d3fb50c2c, 0x995ad1178bd25c31, 
     0xc878c1dd04c4b633, 0x3b72066c7a1552ac, 0x0d6f3522631effcb}
Массив Q

### Основная процедура

#### Инициализация
Обозначим l = 0, M0 = M, m0 = m.

#### Основной цикл
- l = l + 1.
- Если l = L + 1, возвращаем SEQ(Ml-1,d,K,L,r) в качестве результата.
- Ml = PAR(Ml-1,d,K,L,r,l). Обозначим ml как длину Ml в битах.
- Если ml = 8 * c (т.е. длина Ml составляет 8 * c байт), Возвращаем последние d битов Ml. Иначе возвращаемся к началу цикла.

### Операция PAR
PAR возвращает сообщение длиной ml = 1024 * max(1, [ml-1 / 4096])

#### Тело процедуры
- Если требуется, то расширяем Ml-1, добавляя справа нулевые биты, пока его длина не станет кратна 512 байт. Теперь разобьём Ml-1 на блоки B0, B1, …, Bj-1, где  j = max(1, [ml-1 / 512]);
- Для каждого блока Bi, i = 0, 1, …, j - 1, параллельно вычисляем Ci по следующему алгоритму:

- Обозначим за p число дополненных битов Bi, 0 ≤ p ≤ 4096. (p всегда больше нуля для i = j - 1.);
- Обозначим z = 1, если j = 1, иначе z = 0;
- Обозначим V как 8-байтовое значение r ǁ L ǁ z ǁ p ǁ keylen ǁ d таким образом:

- 4 бита нулей;
- 12 бит r;
- 8 бит L;
- 4 бита z;
- 16 бит p;
- 8 бит keylen.
- 12 бит d.

- Обозначим U = l * 256 + i – уникальный 8-байтовый идентификатор текущего блока;
- Ci = ƒ(Q ǁ K ǁ U ǁ V ǁ Bi).

- Возвращаем Ml = C0 ǁ C1 ǁ … ǁ Cj-1.

### Операция SEQ
SEQ возвращает хеш длиной d бит. Данная операция никогда не вызывается, если L = 64.

#### Тело процедуры
- Обозначим за C-1 нулевой вектор длиной 128 байт.
- Если требуется, то расширяем ML, добавляя справа нулевые биты, пока его длина не станет кратна 384 байт. Теперь разобьём ML на блоки B0, B1, …, Bj-1, где  j = max(1, [mL / 384]).
- Для каждого блока Bi, i = 0, 1, …, j - 1, параллельно вычисляем Ci по следующему алгоритму:

- Обозначим за p число дополненных битов Bi, 0 ≤ p ≤ 3072. (p всегда больше нуля для i = j - 1.);
- Обозначим z = 1, если i = j - 1, иначе z = 0;
- Обозначим V как 8-байтовое значение r ǁ L ǁ z ǁ p ǁ keylen ǁ d аналогично предыдущей операции;
- Обозначим U = (L + 1) * 256 + i – уникальный 8-байтовый идентификатор текущего блока;
- Ci = ƒ(Q ǁ K ǁ U ǁ V ǁ Ci-1 ǁ Bi).

- Возвращаем последние d бит значения Cj-1 как итоговый хеш.

### Функция сжатия MD6

#### Входные и выходные данные
В качестве входных данных функция принимает массив N, состоящий из n = 89 8-байтовых слов (712 байт) и число раундов r.

Функция возвращает массив C из 16 элементов по 8 байт.

#### Константы
| t0 | t1 | t2 | t3 | t4 |
| -- | -- | -- | -- | -- |
| 17 | 18 | 21 | 31 | 67 |

| (i - n) mod 16 | 0  | 1  | 2  | 3  | 4  | 5  | 6  | 7  | 8  | 9  | 10 | 11 | 12 | 13 | 14 | 15 |
| -------------- | -- | -- | -- | -- | -- | -- | -- | -- | -- | -- | -- | -- | -- | -- | -- | -- |
| ri-n           | 10 | 5  | 13 | 10 | 11 | 12 | 2  | 7  | 14 | 15 | 7  | 13 | 11 | 7  | 6  | 12 |
| li-n           | 11 | 24 | 9  | 16 | 15 | 9  | 27 | 15 | 6  | 2  | 29 | 8  | 15 | 5  | 31 | 9  |

Si-n = S|(i-n)/16

S|0 = 0x0123456789abcde

S* = 0x7311c2812425cfa0

S|j+1 = (S|j <<< 1) ⊕ (S|j ^ S*)

#### Тело функции
Обозначим t = 16r. (В каждом раунде будет 16 шагов)

Обозначим за A[0..t + n - 1] массив из t + n 8-байтовых элементов. Первые n элементов необходимо скопировать из входного массива N.
Основной цикл функции выглядит следующим образом:

for i = n to t + n - 1: /* t steps */

x = Si-n ⊕ Ai-n ⊕ Ai-t0
x = x ⊕ (Ai-t1 ^ Ai-t2) ⊕ (Ai-t3 ^ Ai-t4)
x = x ⊕ (x >> ri-n)
Ai = x ⊕ (x << li-n)
Возвратить A[t + n - 16 .. t + n - 1].